# Balderton
Balderton est un village d'Angleterre situé dans le district de Newark and Sherwood dans le comté de Nottinghamshire.
Sa population était de 9 757 habitants en 2011.

## Histoire
Balderton est mentionnée dans le Domesday Book (1086) sous le nom de « Baldretune ». Il s'agit alors d'un hameau dépendant de Newark-on-Trent.

### RAF Balderton

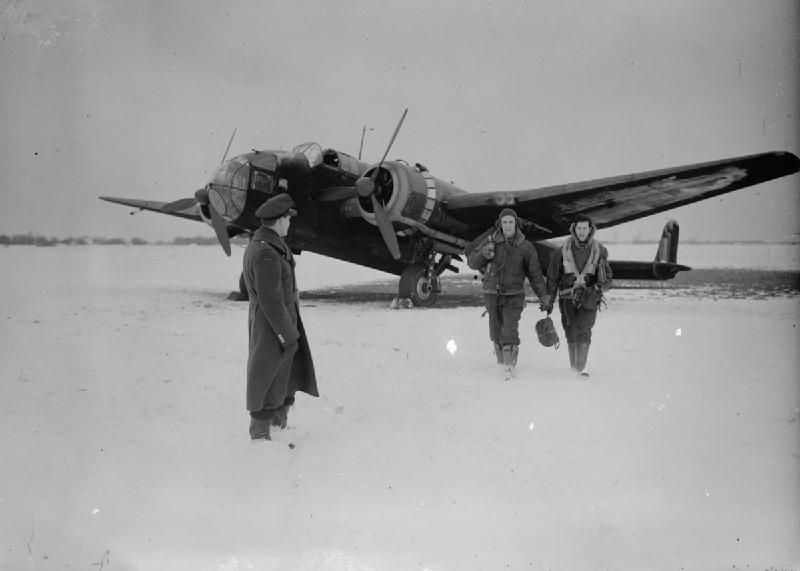
Un Handley Page Hampden de l'Aviation royale canadienne à Balderton en janvier 1942.

Ouverte en juin 1941, la base aérienne RAF Balderton (en) a été utilisée par la Royal Air Force (RAF), l'Aviation royale canadienne (RCAF) et l'United States Army Air Forces (USAAF) jusqu'à la fin de la Seconde Guerre mondiale. Frank Whittle y fit des essais de développement du turboréacteur en 1943-1944.
Entre 1945 et 1954, RAF Balderton a servi de dépôt de munitions, avant d'être vendue aux enchères en 1959 et de revenir pour l'essentiel à l'agriculture.